# Hemligheten (dokumentär)
Hemligheten är en svensk dokumentärfilm från 2009 av Carl Pontus Hjorthén och Martin Jönsson. Dokumentären handlar om Hjorthéns far, skådespelaren Carl-Ivar Nilsson, och dennes liv från det att han föddes och fram till hans död. 
I filmen intervjuas flera av Carl-Ivar Nilssons arbetskollegor, som Roland Jansson, Ingvar Hirdwall, Lars Green, Christina Stenius och Tomas Pontén. Filmen handlar även om den hemlighet Carl-Ivar Nilsson bar på under större delen av sitt liv: att han var homosexuell. Filmen visades i Sveriges Television i januari och februari 2010, augusti 2013, samt juli 2021.